# Думбрава (Нушени)
Думбрава (рум. Dumbrava) насеље је у Румунији у округу Бистрица-Насауд у општини Нушени. Oпштина се налази на надморској висини од 469 m.

## Становништво
Према подацима из 2011. године у насељу је живело 60 становника.